# Miconieae
Miconieae je  tribus iz porodice melastomovki, dio potporodice Melastomatoideae.

## Opis
Pleme Miconieae strogo je grupa Novog svijeta od oko 1900 vrsta uglavnom grmlja i malog drveća, ali također uključuje i zeljasto bilje, epifite i penjačice. Taksonomska povijest skupine vrlo je složena s od 28 do 17 rodova prepoznatih u plemenu. Generička razgraničenja često su se oslanjala na nekoliko morfoloških znakova koji su slabo definirani, nejednako primijenjeni i vrlo homoplazični. Stoga, nije iznenađujuće, većina rodova je razriješena kao nemonofiletska i prikazana je vrlo bogata vrstama Miconia kao parafiletska. Pokušaji da se pronađu dosljedno stabilni kladovi u plemenu, koji su također recipročno monofileti i koji se mogu dijagnosticirati za cijelo pleme, nisu uspjeli, što je navelo većinu stručnjaka da prepoznaju jedan rod unutar plemena: Miconia. U ovom poglavlju sažimamo taksonomsku povijest plemena i trenutni status filogenetskih i taksonomskih studija u njemu. Predstavljeno je  obrazloženje za priznavanje Miconia kao jedinog roda u Miconieae, a Miconia postaje sedmi najveći rod cvjetnica i osobito jedini među 10 najvećih rodova angiospermi koji je ograničen na neotropike.

## Nekadašnji rodovi
1. Macrocentrum Hook. fil. (26 spp.)
2. Salpinga Mart. ex DC. (12 spp.)
3. Meriania Sw. (134 spp.)
4. Axinaea Ruiz & Pav. (41 spp.)
5. Centronia D. Don (5 spp.)
6. Graffenrieda DC. (66 spp.)
7. Ochthephilus Wurdack (1 sp.)
8. Adelobotrys DC. (32 spp.)
9. Eriocnema Naudin (2 spp.)
10. Physeterostemon R. Goldenb. & Amorim (5 spp.)
11. Kirkbridea Wurdack (2 spp.)